# 在カタール日本国大使館
在カタール日本国大使館（アラビア語: سفارة اليابان في قطر、英語: Embassy of Japan in Qatar）は、カタールの首都ドーハにある日本の大使館。

## 沿革
- 1971年、日本がカタールの独立を承認する[1]
- 1972年5月、日本とカタールの間で外交関係が開設される[2]
- 1972年6月19日、クウェート常駐の在カタール日本国大使館（在カタル日本国大使館[3]）の開設が定められる[4]
- 1974年、ドーハ常駐の在カタール日本国大使館が開設される[1]
- 2018年2月25日、ドーハの日本国大使館がウェスト・ベイ（アラビア語版、英語版）からオナイザ（アラビア語版、英語版）へ移転する[5][6]
- 2021年8月15日、タリバンによるカーブル制圧を受けて、在アフガニスタン日本国大使館臨時事務所が在イスタンブール日本国総領事館内に開設される[7]
- 2021年9月1日、在アフガニスタン日本国大使館臨時事務所がドーハの在カタール日本国大使館内へ移転する[8]

## 住所
- 所在地: Al Shabab Street, New Diplomatic Area, Onaiza, Doha[9]
- 私書箱: P.O. Box 2208, Doha[9]